# Bacino di Saratov
Il bacino di Saratov (in russo Саратовское водохрани́лище, Saratovskoe vodochranilišče) è un lago artificiale della Russia europea meridionale, formato dal fiume Volga, nel suo medio corso, in seguito allo sbarramento finito di costruire nel 1967 nei pressi della città di Balakovo. Si estende sul territorio delle regioni russe di Saratov, Samara e Ul'janovsk.
Il bacino si estende per 1 831 km², ha una profondità massima di 33 m, una larghezza massima di 14,5 km è lungo 341 km a monte della diga, fino ad arrivare a bagnare la città di Togliatti. Il volume dell'invaso è di 12,9 km³.
Tributari di sinistra i fiumi Sok, Samara, Čapaevka, Čagra, Malyj Irgiz, di destra il Syzranka. Sulle rive del bacino si trovano le città di Samara, Čapaevsk, Syzran', Chvalynsk, Balakovo e altri insediamenti minori.